# Brieven van Maurice Maeterlinck
Brieven van Maurice Maeterlinck zijn de correspondentie  tussen Maurice Maeterlinck (1862-1949), een Belgisch schrijver, en de Amerikaanse Florence Perkins, zijn mecenas en vriendin. De brieven werden tussen 1915 en 1940 geschreven en geven informatie over het leven van de enige Belgische winnaar van de Nobelprijs voor Literatuur.

## Beschrijving
De correspondentie omvat bijna 140 brieven die nooit werden gepubliceerd. Op 30 november 1915 schreef Maeterlinck voor het eerst aan Perkins, en dit over de filmrechten voor De blauwe vogel (Engels: Blue Bird) en andere financiële zaken, een louter professionele brief. De schrijver ontmoette haar tijdens zijn eerste reis naar New York einde 1919-1920.
In deze brieven besprak hij voorbereiding van zijn filosofische werken, waaronder Het leven van de termieten en Het leven van de mieren. Ook zijn interesse voor de astrofysica kwam aan bod, evenals zijn ideeën over politiek zoals de opkomst van het nationaalsocialisme en de opkomst van Salazar in Portugal. Maeterlinck schreef over zijn verblijf in New York in 1922,  de publicatie van de memoires van zijn voormalige levensgezellin en zangeres Georgette Leblanc en over zijn berusting toen hij in Amerika in 1940 in ballingschap verbleef tijdens de Tweede Wereldoorlog.

## Geschiedenis
In 2016 werden de Brieven van Maurice Maeterlinck via het Fonds Abbé Manoël de la Serna verworven door het Erfgoedfonds van de Koning Boudewijnstichting. Ze worden bewaard in de Koninklijke Bibliotheek van België in Brussel.